# Lizzy Lind-af-Hageby

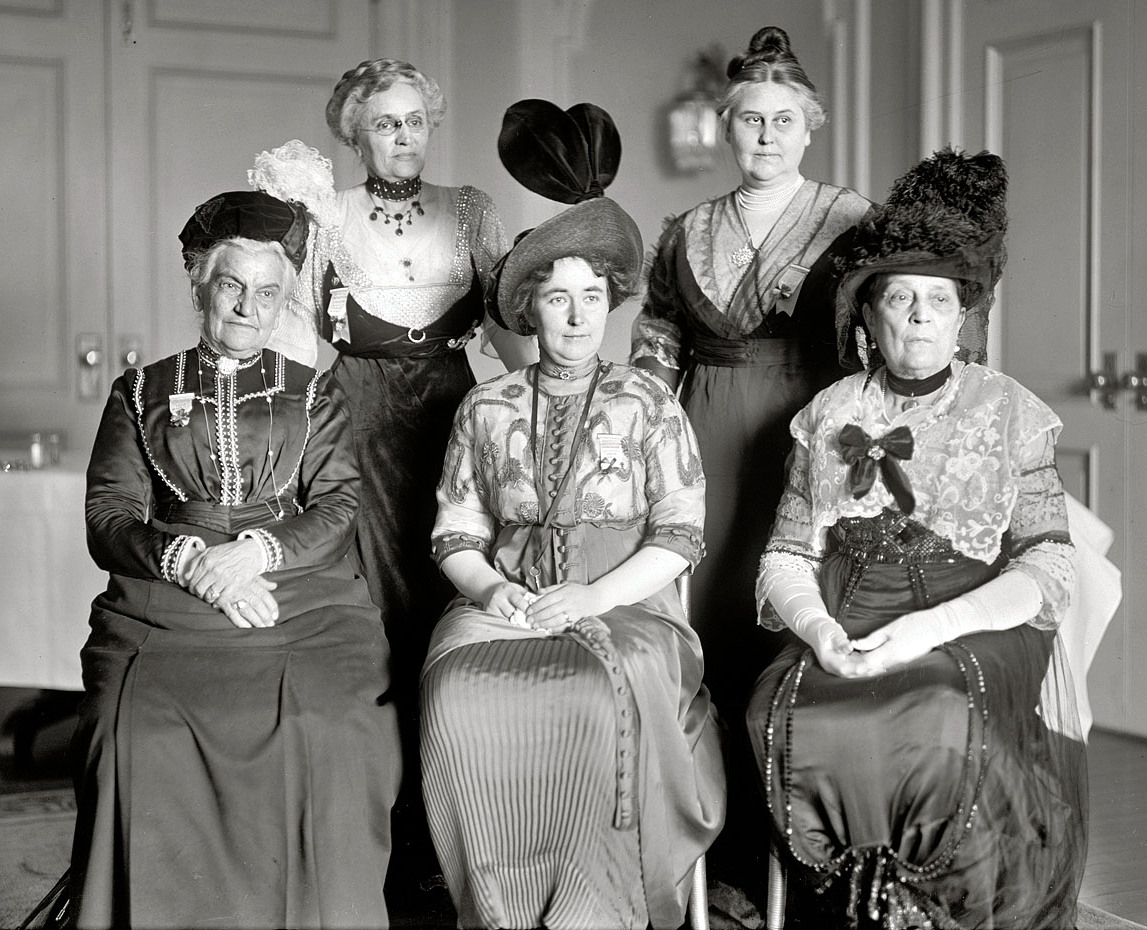
Lizzy Lind-af-Hageby in der Mitte einer Fotografie auf dem „International Anti-Vivisection Congress“ im Dezember 1913.
(Weitere v. l. n. r. stehend: Ms. Pinckney Farrell, Florence Pell Waring. Sitzend: Caroline Earl White, Lizzy Lind-af-Hageby, Eva Parker Ingersoll)

Emilie Augusta Louise „Lizzy“ Lind-af-Hageby (* 20. September 1878 in Stockholm; † 26. Dezember 1963 in London) war eine schwedisch-britische Autorin, Rednerin und Aktivistin für den Tierschutz, insbesondere die Tierversuchskritik, (sogenannter Antivivisektionismus) Pazifismus und Frauen(wahl)rechte. 1903 und erneut 1913 war sie eine Protagonistin einer besonders intensiv ausgetragenen Tierversuchskontroverse des Eduardischen Englands, den Browndog Riots.

## Leben
Zu ihren familiären Hintergründen ist kaum etwas bekannt. Sie entstammt einer wohlhabenden Großbürgerlichen Familie aus Stockholm. Über ihren Großvater wird berichtet, dass er als Kämmerer der Schwedischen Krone diente  und ihr Vater, Emil Lind af-Hageby, war wohl ein vermögender Anwalt in Schweden. Sie wurde zunächst am Cheltenham Ladies’ College ausgebildet und studierte um 1900 kurzzeitig in Paris am Institut Pasteur und wurde dort zuerst Zeugin von Tierexperimenten. Laut (Roscher 2010) trat sie in der Folge der Antivivisektionistischen Gesellschaft Nordiska Samfundet till Bekämpanda af det Vetenskapliga Djurplågeriet, die sie 1901 zu ihrer Ehrenvorsitzenden ernannte, bei. (Rappaport 2001) schildert ihre Politisierung hingegen als ermöglicht durch ein solides privates Einkommen, das ihre Familie ihr gewährte – und zwar zunächst in der militanten Suffragettengesellschaft Women’s Freedom League und erst dann in der Tierschutz- und Kinderschutzorganisation Humanitarian League. In jedem Fall schrieb sie sich 1902 zunächst an der London School of Medicine for Women für anatomische Vorlesungen ein und qualifizierte sich für Seminare am University College in London, das als ein Zentrum für Tierversuche in England berüchtigt war. Ähnlich wie auch Anna Kingsford hatte sie dabei von vornherein neben ihrer wissenschaftlichen Neugier auch immer ein politisches Interesse an der Produktion von Öffentlichkeit für die Praxis der Vivisektion. Sie publizierte ihre Erfahrungen und Beobachtungen gemeinsam mit ihrer ebenfalls schwedischen Kommilitonin Liesa Schartau in der vielgelesenen Schmähschrift The Shambles of Science: Extracts from the Diary of Two Students of Physiology. Sie und ihr Herausgeber wurden in der Folge vom versuchsleitenden Professor in einem erfolgreichen Verfahren wegen Verleumdung zu einer Geldstrafe von £2.000 verurteilt. (Weitere Details in Browndog Riots)
Sie gründete 1906 mit Mitteln der Gräfin Nina Douglas-Hamilton die Stiftung Animal Defence and Anti-Vivisection Society (ADAVS). Sie organisierte in der Zeit bis etwa 1912 eine Vielzahl von Märschen, Kundgebungen, verfasste Pamphlete und gab ab 1909 die Fachzeitschrift Anti-Vivisection Review heraus, die eine teilweise konstruktive und teilweise grundsätzlich kritische Herangehensweise an das Politikum der Tierversuche wählte. Sie bildete außerdem ein transnationales europäisches Netzwerk und organisierte 1909 einen Kongress der International Medical Anti-Vivisection Association. 1912 wurde sie mit einem weiteren Verfahren wegen Verleumdung erfolgreich belangt, wobei dieses Mal eine strittige Ausstellung mit Dokumenten diverser Tierversuche in einem Geschäft in Piccadilly der Stein des Anstoßes war.
In ihrem Wirken gegen Tierversuche betonte Hageby, in der Tradition von Frances Power Cobbe und anderen Frauen ihrer Zeit, immer wieder das Zusammenspiel ihrer eigenen Unterdrückung als Frau mit der Unterdrückung von Tieren in den Laboren. Sie verstand einerseits feministische Emanzipation als die Auflösung eines Spannungsverhältnisses zwischen Männern und Frauen und andererseits, in Analogie dazu, die tieremanzipatorischen Bewegungen, insbesondere die vegetarische Kultur, als fundamental in Opposition zu der Gewaltherrschaft männlicher Wissenschaftler über nichtmenschliche Tiere und allgemein einer politischen Kultur des Machismo. Laut Einschätzung von (Buettinger 1997) unterscheidet sich die britische Bewegung in diesem Zusammenspiel feministischer und antivivisektionistischer Ideen von US-amerikanischen Gruppen, die eine moralische Pflicht, Tiere zu schützen, sehr viel stärker aus ihren Vorstellungen von Pflichten als gute Mütter und gute Christinnen ableiteten. Lind-af-Hageby sah diese christliche Religiosität ihrer US-amerikanischen Mitstreiterinnen nicht im Gegensatz zu den sonst eher säkularen britischen Bewegungen, was Leneman 1997 auf Lind-af-Hagebys theosophischen Glauben zurückführte, den diese zwischen 1935 und 1943 offenbar auch politisch verstanden haben muss und im Vorsitz der London Spiritualist Alliance (heute College of Psychic Studies) ausdrückte.
Mit dem Beginn des Ersten Weltkrieges stellte Hageby, zur offenen Freude und Erleichterung diverser medizinischer Fachzeitschriften, ihre Tätigkeiten mit vielen weiteren Tierschützern zunächst ein. Sie setzte sich stattdessen als Pazifistin ein, etwa im Committee of Women for Permanent Peace, das sich in Den Haag 1915 konstituierte. Sie nahm neben einer allgemein pazifistischen Grundhaltung besonderen Anteil an den Leiden von Pferden und anderen Tieren auf den Schlachtfeldern. Auf der Conference on the Pacifist Philosophy of Life im Juli 1915 drängte sie daher auf die Gründung eines Rettungsdienstes für Tiere in Kriegszeiten. Sie gründete in der Folge mit Mitteln des ADAVS Tierkliniken in England und öffnete 1916 ein Sanatorium für Französische Soldaten in Carqueiranne. Auch nach dem Krieg propagierte sie ihre Ideen von einem nachhaltigen Frieden auf diversen Kundgebungen und in Pamphleten wie Be Peacemakers. An Appeal to Women of the Twentieth Century to Remove the Causes of War (1924). Sie unterstützte außerdem eine tierschützerische Kritik, wie sie etwa von der Our Dumb Friends’ League am Töten von schwangeren Hasen im Rahmen der Jagd durch junge Männer des Eton College vorgetragen wurde.
Zuletzt ist bekannt, dass sie ab 1954 das Ferne House in Dorset von der Gräfin von Hamilton († 1951) erhielt, um dort einen Gnadenhof zu errichten. Lind-af-Hageby verstarb am 26. Dezember 1963 in der 7 St Edmunds Terrace, St John’s Wood und hinterließ ein Vermögen von ₤ 91.739. Die Mittel der ADAVS gingen in den Animal Defense Fund über, der ebenfalls im Rahmen der Browndog-Affäre gegründet wurde.

## Schriften
Bücher
- The Shambles of Science: Extracts from the Diary of Two Students of Physiology. Ernest Bell mit Leisa Katherine Schartau, 1903.
- (Hrsg.). The Anti-Vivisection Review. The Journal of Constructive Anti-Vivisection, St. Clements Press, 1909–?.
- (Hrsg.). The Animals’ Cause, Auswahl von Beiträgen zum Anti-Vivisection and Animal Protection Congress, London, 6.–10. Juli 1909.
- August Strindberg: The Spirit of Revolt. Stanley Paul & Co., 1913.
- Mountain Meditations. George Allen & Unwin Ltd, 1917.
- The Great Fox-Trot: A Satire. A.K. Press, 1938, with sketches by Madge Graham.
- Vorwort in Sylvia Barbanell: When your animal dies. Spiritualist Press, 1940.

Vorträge und Berichte
- Blue book lessons: a brief survey of the first three volumes of minutes of evidence given before the Royal commission on vivisection, pamphlet, 1908.
- Address of Miss Lind-af-Hageby at the public meeting of the American Anti-Vivisection Society, American Anti-Vivisection Society, 5. Februar 1909.
- The constructive side of the anti-vivisection movement, delivered to the International Anti-Vivisection and Animal Protection Congress, Washington, D.C., 9. Dezember 1913.
- The new search for health: medical theories and the dangers of their enforcement, Animal Defence & Anti-Vivisection Society, Vorlesung in Konserthuset, Stockholm, am 25. April 1930, veröffentlicht in Progress Today.

Pamphlete
- Fallacies & failures of serum-therapy, Animal Defence and Anti-Vivisection Society, 1910.
- The new morality: An inquiry into the ethics of anti-vivisection, Animal Defence and Anti-Vivisection Society, 1911.
- Vivisection and medical students : the cause of growing distrust of the hospitals and the remedy, Animal Defence and Anti-Vivisection Society, 1912.
- On immortality: a letter to a dog, 1922.
- La Fonction de la femme dans l’évolution sociale, (mit Ernest Lohy) Conflans-Saint-Honorine (Seine-et-Oise), 1922.
- Be peacemakers : an appeal to women of the twentieth century to remove the causes of war, A.K. Press, 1924.
- Cruel experiments on dogs and cats performed in British laboratories, Animal Defence and Anti-Vivisection Society, auch in The Anti-Vivisection & Humanitarian Review, 1927.
- Ecrasez l'infâme: An exposure of the mind, methods, pretences and failure of the modern inquisition, Animal Defence and Anti-Vivisection Society, 1929.
- Tyranny of an ancient superstition: vaccination causes disease and death, Animal Defence and Anti-Vivisection Society, 1929.
- Vivisection and medical students : a public scandal and a disgrace, Animal Defence und Anti-Vivisection Society, 1930.
- Progress, Animal Defence und Anti-Vivisection Society, 1931.
- The Pleasure of Killing, National Society for the Abolition of Cruel Sports, 1947.